# Virus del enrollamiento de la hoja de papa
El enrollamiento de la hoja de la papa es una enfermedad causada por el virus PLRV (Potato Leafroll Virus), perteneciente a la familia Solemoviridae. De las virosis de la papa esta enfermedad es la más importante y se encuentra en todas las regiones donde se cultiva la papa en el
mundo. Las pérdidas que causa en el rendimiento pueden alcanzar el 90% en cultivares altamente susceptibles al ataque del virus.

## Síntomas
Los síntomas primarios consisten en enrollamiento de las hojas de la papa, especialmente en la base de los foliolos. Estas hojas tienden a crecer en forma erecta y generalmente tienen un color amarillo pálido. En muchos cultivares pueden tomar una coloración púrpura, rosada o roja. Las infecciones tardías pueden no producir síntomas, mientras que algunos cultivares pueden estar infectados sin presentar síntomas. Los tubérculos de cultivares hipersensibles desarrollan necrosis reticulada internamente.
Los síntomas secundarios -en plantas provenientes de tubérculos infectados de la subespecie tuberosum- consisten en enrollamiento de las hojas basales, detención del crecimiento. crecimiento erecto y palidez en las hojas superiores. Las hojas enrolladas son rígidas y coriáceas, y algunas veces toman una coloración púrpura en el envés de las mismas.
La subespecie andigena reacciona de modo diferente: presenta clorosis marginal e intervenal, especialmente en las hojas superiores, crecimiento erecto marcado y frecuentemente, enanismo severo. Usualmente, las hojas inferiores no se enrollan.
La transmisión natural ocurre por medio de áfidos en forma persistente y el virus
se disemina por tubérculos infectados.

## Control
El PLRV puede ser controlado mediante la selección de plantas sanas y la eliminación de plantas enfermas mediante el descarte en la propagación de semilla. Los insecticidas sistémicos reducen la diseminación por áfidos dentro del cultivo pero no impiden la infección por áfidos viruliferos provenientes de otros
campos. PLRV es el único virus conocido de la papa que puede ser eliminado de los tubérculos mediante un tratamiento con base en el calor. Cultivares resistentes han sido desarrollados recientemente.